# Violet (Ross Jennings)
Violet è un singolo del cantante britannico Ross Jennings, pubblicato il 13 agosto 2021 come terzo estratto dal primo album in studio A Shadow of My Future Self.

## Descrizione
Si tratta della terza traccia del disco e il testo affronta la navigazione attraverso gli alti e bassi di relazioni strette e a lungo termine, tema ricorrente nell'album.

## Video musicale
Il video, diretto da Ben Jones, è stato reso disponibile in contemporanea con il lancio del singolo attraverso il canale YouTube del cantante.

## Tracce
Download digitale (Europa)
1. Violet – 5:29

Download digitale (Regno Unito, Stati Uniti)
1. Violet – 5:29
2. Grounded – 8:02
3. Words We Can't Unsay – 5:04

## Formazione
Musicisti
- Ross Jennings – voce, chitarra
- Nathan Navarro – basso
- Simen Sandnes – batteria
- Vikram Shankar – pianoforte, tastiera, arrangiamento orchestrale
- Kristian Frostad – lap steel guitar
- Blåsemafian
  - Jørgen Lund Karlsen – sassofono, arrangiamento ottoni
  - Sigurd Evensen – trombone
  - Stig Espen Hundsnes – tromba
- Danielle Sassi – flauto traverso

Produzione
- Ross Jennings – produzione
- Karim Sinno – missaggio, montaggio e ingegneria del suono aggiuntivi
- Ermin Hamidovic – mastering
- Paul "Win" Winstanley – registrazione e ingegneria voce e chitarra aggiuntiva